# Elgygytgyn

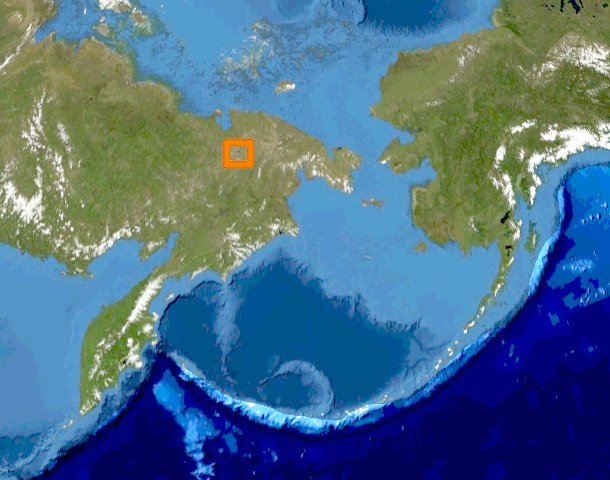
Lage des Elgygytgyn-Sees

Elgygytgyn (tschuktschisch Эльгыгытгын [ˈɛɬɣəˌɣətɣən] ‚Der weiße See‘, russisch Эльгыгы́тгын) ist ein See in Ostsibirien. Er liegt auf dem Anadyr-Plateau im Autonomen Kreis der Tschuktschen. Der See hat einen Durchmesser von etwa zwölf Kilometern und ist 169 Meter tief. Sein Name bezieht sich auf die lange Eisbedeckung: Der See ist neun Monate im Jahr mit Eis bedeckt. Lediglich von Mitte Juli bis Oktober ist er eisfrei.

## Entstehung
Der See liegt innerhalb eines Meteoritenkraters (Impaktstruktur) mit einem Durchmesser von 18 Kilometern. Der Meteoriteneinschlag ereignete sich vor rund 3,6 Millionen Jahren, d. h. an der Wende vom unteren zum mittleren Pliozän. Der Elgygytgyn-Krater gilt damit als ein vergleichsweise junger Krater. Da er auf Grund dessen noch sehr gut erhalten und relativ groß ist, wurde er bereits in den 1970er Jahren trotz seiner abgeschiedenen Lage als Meteoritenkrater erkannt. Weiterhin ist der Elgygytgyn einer von nur zwei bekannten Einschlagkratern auf der Erde, die in vulkanischen Gesteinen gebildet wurden.

## Besonderheiten
Obwohl nördlich des Polarkreises gelegen, war der See während des Eiszeitalters nicht von Gletschern bedeckt, so dass die Seesedimente des Elgygytgyn ein für die Wissenschaft wertvolles Klimaarchiv bilden. Dieses wird zurzeit im Rahmen mehrerer Forschungsprojekte untersucht.

## Fauna
Eine weitere Besonderheit des Elgygytgyn sind seine Fischarten. Zwei davon, Salvethymus svetovidovi und Salvelinus elgyticus, sind endemisch, kommen also nur in diesem See vor. Die dritte natürlich vorkommende Art ist Salvelinus boganidae oder ein enger Verwandter. Vor wenigen Jahren ist außerdem der Wandersaibling eingeführt worden. Damit gehören sämtliche Fische im See zu den Lachsfischen.
Die Fischarten im See sind an die sehr niedrigen Temperaturen des Wassers angepasst, die in der Regel knapp über dem Gefrierpunkt liegen, und verbringen den größten Teil des Jahres in völliger Dunkelheit. Die Oberfläche ist etwa zehn Monate im Jahr gefroren. Im Sommer kann die Oberfläche schmelzen, aber in einigen Jahren taut der See nicht vollständig auf.